# Baliga brunneipennis
Baliga brunneipennis är en insektsart som först beskrevs av Peter Esben-Petersen 1913. 
Baliga brunneipennis ingår i släktet Baliga och familjen myrlejonsländor. Inga underarter finns listade i Catalogue of Life.